# 小野亜里沙
小野 亜里沙（おの ありさ、1989年10月18日 - ）は、日本の女性シンガーソングライター。福岡県出身。血液型はB型。愛称はあっちゃん。

## 人物・略歴
福岡生まれ千葉育ち。ピアノ弾き語りシンガーソングライター。
さまざまな経験を乗り越え「誰かの希望になりたい」と想い、シンガーソングライターの道に進む。意外性のある楽曲からメッセージ性が強い楽曲まで、幅広く独自の世界観を持っており、「専門店」ではなく「ファミリーレストランのよう」と言われている。
特技は後ろ向きでピアノを弾く事。
日本テレビの音楽番組「TOKYOヒットガール」に出演。「逗子のヒットガール」に認定される他、全国発売「週刊ゴルフダイジェスト」にモデルとして1ページ連載される。川島海荷がCMで宣伝されていたグリコ「PARTY PRETZ」フラワー胴上げ隊CMに出演、2014年ハウステンボス音楽祭に世界9ヶ国日本代表として出演など、様々な場面で活動を広げている。
活動初期はArisaと名乗っていたが、2012年2月16日より小野亜里沙として活動を続けている。

## 来歴
2008年
- 12月19日：初ライブ。「Meguro Collection vol.39」（目黒食堂）に出演。2009年4月18日にステージネームを「Arisa」と固定するまで、「ARISA ONO」「小野亜里沙」の名義でライブを行う。

2009年
- 2月24日：「Akasaka Fantasista vol.08」（赤坂move）にて、初めて自ら作詞・作曲した楽曲「Lost Birthday」を披露。
- 3月30日：「Akasaka Fantasista vol.09」（赤坂move）に、「POCO☆」（飯塚こゆみ、小野亜里沙、茂松璃奈）として出演。
- 4月18日：「Meguro Collection vol.43」（目黒食堂）に出演。この日よりステージネームを「Arisa」に変更。
- 11月29日：船橋駅にて初めての路上ライブを行う。

2010年
- 5月11日：年内路上ライブ100回を目指すと決意。
- 12月26日：新宿駅西口にて年内路上ライブ100回を達成。

2011年
- 6月26日：初ワンマンライブ「小野亜里沙アワー『笑っていいです！』ライブ＆トークショー」（渋谷gee-ge.）を開催。
- 8月28日：ワンマンライブ「小野亜里沙アワー 『笑っていいです！ぱぁとちゅー♪』 ライブ＆トークショー！」（渋谷gee-ge.）を開催。
- 9月1日：Arisaとしての初主催ライブ「わらびもちを食べてわらっちゃお♪」（西新宿navi cafe）を開催。
- 10月18日：Arisa 22歳 birthday LIVE 「通信簿であひるさんはとったことないよ！！」（渋谷gee-ge.）を開催。
- 12月26日：Arisa企画第2弾「クリスマス会？忘年会？えぇい！どっちも祝っちゃおう会！！！」（西新宿navi cafe）を開催。

2012年
- 2月16日：NOMAD Presents「empathy Vol.37」（代官山NOMAD）に出演。この日よりステージネームを「小野亜里沙」に変更。
- 3月10日：ミニワンマンライブ「佐藤の日ですね。こんにちは。佐藤ではなく、小野です。」（西新宿navi cafe）を開催。
- 6月2日：毎月第一土曜日、ゲストを招きトークを交えながら繰り広げる自主企画「なんでもアリサChannel☆」（西新宿navi cafe）を初開催。初回のゲストは島かおり。この後2015年6月6日まで全36回開催。
- 6月23日：ワンマンライブ「『最後の一瞬まで諦めない』〜感謝の気持ちを込めて〜」を開催。
- 9月6日：初遠征ライブ。「祝・セブンデイズ11周年企画『Girls super selection Night』」（大阪SEVEN☆DAYS）に出演。
- 9月11日：「週刊ゴルフダイジェスト」（9/25号）のコーナー「GolfDigest Beauty」に掲載。
- 9月27日：日本テレビ系列「TOKYOヒットガール」に「逗子のヒットガール」としてVTR出演。
- 10月19日：ワンマンライブ「小野亜里沙 Birthday ONE-MAN LIVE〜True Colors of 23〜」（渋谷7th FLOOR）を開催。
- 11月3日：「ワンマンライブ後夜祭パーティー〜Special night〜」（西新宿navi cafe）を開催。

2013年
- 1月28日：長野県諏訪・辰野地域のケーブルテレビ・エルシーブイの番組「スタジオコンサート」に出演。
- 5月11日：ワンマンライブ 「『アップでライトなメッセージ！』〜静かの海へご招待〜」（神田Second Step）を開催。
- 6月1日：「なんでもアリサChannel☆」一周年記念として、ワンマンライブ昼夜公演を開催（西新宿navi cafe）。
- 10月18日：ワンマンライブ「Brithday one man LIVE〜四捨五入したらまだ20歳〜」（銀座Miiya Cafe）を開催。

2014年
- 3月11日：小野亜里沙としての初主催ライブ「小野亜里沙x上野まな『もりのおんがくかい♪』」（赤坂GRAFFITI）を開催。
- 4月28日：主催ライブ第2弾「華麗なる女子会〜とりあえずビールでしょ！〜」（赤坂GRAFFITI）を開催。
- 5月25日：レコ発ワンマンライブ「NEXT STAGE 〜渡る世間は笑いばかり〜」（南青山MANDALA）を開催。
- 6月7日：ワンマンライブ後昼祭「なんでもアリサChannel☆」（西新宿navi cafe）を開催。
- 8月6日：アルバム「7センチのヒール」全国流通開始。
- 9月8日：主催ライブ第3弾「とにかく音楽が好きなんだ！！会」（赤坂GRAFFITI）を開催。
- 10月17日：「Birthdayワンマンライブ 〜四捨五入したら。。。 言わせないぞ♡〜」（赤坂GRAFFITI）を開催。
- 10月21日：「ハウステンボス音楽祭」（ハウステンボス）に出演。同年12月1日まで毎日、ハウステンボス内各所で音楽を届ける。

2015年
- 2月9日：主催ライブ第4弾「にく！肉！29！肉食系女子！？の会」（赤坂GRAFFITI）を開催。
- 6月6日：自主企画「なんでもアリサChannel☆」（西新宿navi cafe）の最終回。ゲストは如月愛里。
- 7月29日：主催ライブ第5弾「『あれ、偶然！また肉の日に肉食系女子呼んじゃってる♡』の会」（赤坂GRAFFITI）を開催。
- 8月1日：「なんでもアリサChannel☆」に代わり、隔月ワンマンライブ「あり子の部屋」（西新宿navi cafe）を開始。
- 9月24日：主催ライブ第6弾「か、か、かっこいい女はお好きですか？」（赤坂GRAFFITI）を開催。
- 10月16日：「バースデーレコ発ワンマンライブ〜26の言葉〜」（吉祥寺STAR PINE'S CAFE）を開催。
- 10月18日：「実は今日が誕生日当日☆ワンマンライブ後夜祭パーティー？！ライブ」（西新宿navi cafe）を開催。
- 12月12日：「大阪初ワンマンライブ〜てへりんちょやで！〜」（大阪福島walzer）を開催。
- 12月28日：主催ライブ第7弾「き、き、綺麗な女性はお好きですか？」（赤坂GRAFFITI）を開催。

2016年
- 2月13日：「グランドピアノ弾き語りワンマンライブ〜キャバリーノで弾き語リーノでやばリーノ♡〜」（川口キャバリーノ）を開催。
- 2月26日：主催ライブ第8弾「POPでHOTでPureな夜☆」（赤坂GRAFFITI）を開催。
- 4月28日：主催ライブ第9弾「あの頃の気持ち、忘れていませんか？」（赤坂GRAFFITI）を開催。
- 6月15日：「バースデーワンマンライブまであと4ヶ月だよ！！全員集合！！」（板橋ファイト！）を開催。
- 6月29日：主催ライブ第10弾「B型女子はお好きですか？？」（赤坂GRAFFITI）を開催。
- 8月15日：「バースデーワンマンライブまであと2ヶ月だよ！！全員集合♪」（板橋ファイト！）を開催。
- 9月3日：「あり子の部屋」特別編、「あり子の別荘へようこそ」（赤坂GRAFFITI）を開催。
- 10月15日：「バースデーワンマンライブ〜誰かの希望になりたくて〜」（渋谷duo MUSIC EXCHANGE）を開催。
- 10月18日：ワンマンライブ後夜祭「誕生日はみんなと過ごしたい♪」（板橋ファイト！）を開催。
- 11月27日：初のバスツアー「小野亜里沙と行く♪ 『あり子ツアーズ〜omoide tukurou〜』」（日帰りバスツアー・東京駅⇔マザー牧場）を開催。
- 12月28日：「あり子の部屋」特別編、「あり子の忘年会」（赤坂GRAFFITI）を開催。

2017年
- 1月8日：ワンマンライブ「新春！！『明けました！歌って餅つきルンルンルン』」（昼）「新春！！『明けました！歌って喋ってランランラン』」（夜）（共に板橋ファイト！）を開催。
- 1月28日：「さいたまフェスティバル」（イオンモール与野・1Fリーフコート）にて初めてイベントの司会を担う。
- 2月7日：主催ライブ第11弾〜スペシャルver〜「ちょっぴり早いバレンタインNight♪」（吉祥寺STAR PINE'S CAFE）を開催。
- 3月5日：「アスナルオーディション」（アスナル金山）のエントリー。合格する。
- 4月25日：「ファイト祝1周年！リクエストもワンマンライブ」（板橋ファイト！）を開催。
- 5月6日：「あり子の部屋」特別編、「あり子のGW(ゴールデンウィーク)」（赤坂GRAFFITI）を開催。
- 5月24日：「ゆるっとリクエストワンマンライブ☆」（板橋ファイト！）を開催。
- 5月31日：主催ライブ第12弾「水曜日だよ！オンリーワン！大集合！」（赤坂GRAFFITI）を開催。
- 6月4日：ファン感謝祭「ファンミーティングdeライブ☆」（赤坂GRAFFITI）を開催。
- 7月9日：主催ライブ第13弾「みんなちがってみんないい♪」（赤坂GRAFFITI）を開催。
- 8月6日：「あり子の部屋」特別編、「あり子の大部屋〜８月６日はハムの日なのだ！〜」（赤坂GRAFFITI）を開催。
- 8月11日：YouTube Channel「小野亜里沙 OFFICIAL YouTube channel」開設。
- 9月2日：「あり子の部屋」特別編、「あり子の別荘」（赤坂GRAFFITI）を開催。
- 10月18日：「小野亜里沙弾き語りバースデーワンマンライブ〜伝えたい言葉があるから〜」（銀座ヤマハホール）を開催。
　　　　　　同日。1年後の2018年10月18日に、赤坂BLITZにてバースデーワンマンライブを開催することを発表。
- 11月5日：「小野亜里沙と行く！あり子ツアーズ第2弾～豪華客船編～」（シーライン東京・シンフォニーモデルナ／1151COAST）を開催。
- 11月26日：「小野亜里沙名古屋初ワンマンライブ〜ありがとうは奇跡の言葉〜」（名古屋新栄ハートランド）を開催。
- 12月28日：ワンマンライブ「あり子バンドの忘年会」〜２０１７締めはロックとカクテルで〜（赤坂GRAFFITI）を開催。

2018年
- 1月8日：ワンマンライブ「新春！！明けました！『今年もやったるでぇ〜♪』」（板橋ファイト！）を開催。
- 1月24日：ワンマンライブ「あり子の新年会♪〜ファンミーティング編〜」（赤坂GRAFFITI）を開催。
- 2月3日：ワンマンライブ「あり子のちょっと広い部屋」（板橋ファイト！）を開催。
- 3月19日：過去のライブ映像をまとめた作品を上映したワンマンライブ「あり子の上映会」（赤坂GRAFFITI）を開催。
- 4月7日：「あり子の部屋」特別編、「あり子の赤坂邸」（赤坂GRAFFITI）を開催。
- 10月18日：「小野亜里沙バースデーワンマンライブ〜約束の場所へ〜」（マイナビBLITZH赤坂）を開催。

2019年
- 3月9日：「小野亜里沙単独公演～Thank you!!～」（新栄SPADE BOX）を開催。
- 3月27日：「小野亜里沙ワンマンライブ～音 night～」（中目黒FJ's）を開催。
- 8月22日：「小野亜里沙ワンマンライブ～音 night Vo.2～」（GRAPES KITASANDO）を開催。
- 10月20日：「小野亜里沙 Birthday Concert」（渋谷JZ Brat）を昼夜2公演で開催。

2020年
・3月4日：「あり子のファンクラブ」開設。
・4月29日：ツイキャスにてラジオ配信「オーノナイトニッポン」の第一回を配信。
・6月22日：ブログにてうつ病を12年間かけて克服したことを公表。
・8月25日：ありがとうは奇跡の言葉MV製作のため、Muevoにてクラウドファンディングを開始(翌26日に目標金額達成)。
2021年
・3月31日：ありがとうは奇跡の言葉のMVを公開。
・4月3日：小野亜里沙 Birthday Concert振替公演「夢、叶う場所」(銀座YAMAHAホール)を開催。同日に「ありがとうは奇跡の言葉」CD販売開始。
・5月16日：「JADP認定メンタル心理カウンセラー®️資格」取得を発表。
2022年
・2月7日：小野亜里沙の「なんでもアリサ☆ラジオ♬」（毎月第一月曜日13:00〜13:50、渋谷クロスFM）第一回を放送。
・3月3日：銀座街から つながる空 君に届け！（毎週木曜日18:00〜18:30、かわさきFM）を卒業。

## ディスコグラフィ

### CD
| 種別 | タイトル                 | 発売日         | 備考                                         |
| ---- | ------------------------ | -------------- | -------------------------------------------- |
| CD   | Pretty Voice             | 2011年6月26日  | ライブ音源CD                                 |
| CD   | ミラクルガール宣言！！   | 2011年10月18日 | ラジオCD                                     |
| CD   | Chance                   | 2012年2月24日  | ライブ音源CD                                 |
| CD   | Message                  | 2012年9月6日   |                                              |
| CD   | TRUE COLORS OF 23        | 2012年10月19日 |                                              |
| CD   | Natural                  | 2013年2月14日  | ライブ音源CD 「Life」とジャケット違い        |
| CD   | Life                     | 2013年2月14日  | ライブ音源CD 「Natural」とジャケット違い     |
| CD   | ミラクルガール           | 2013年9月10日  |                                              |
| CD   | 君が幸せならば           | 2013年10月18日 |                                              |
| CD   | わらびもちのうた         | 2014年3月11日  |                                              |
| CD   | 四つ葉のクローバー       | 2014年4月28日  |                                              |
| CD   | 7センチのヒール          | 2014年5月25日  | 全国流通盤：ASIN B00LLARC86 (2014年8月6日)   |
| CD   | マカロン                 | 2014年10月17日 |                                              |
| CD   | ただいま、おかえり       | 2015年2月9日   |                                              |
| CD   | なんでもアリサChannel☆   | 2015年6月6日   |                                              |
| CD   | 26の言葉                 | 2015年10月16日 |                                              |
| CD   | その日がクリスマス       | 2015年12月24日 | 冬季限定販売                                 |
| CD   | 願い事                   | 2016年2月13日  |                                              |
| CD   | めろでぃ〜オルゴール集〜 | 2016年4月28日  |                                              |
| CD   | 誰かの希望になりたくて   | 2016年10月15日 |                                              |
| CD   | スノードロップ           | 2017年10月18日 |                                              |
| CD   | 約束の場所へ             | 2018年10月18日 | 全国流通盤：ASIN B07JHPLQR8 (2018年11月7日)  |
| CD   | すべてはここから         | 2019年10月20日 | 全国流通盤：ASIN B07Y5B7T4G (2019年10月20日) |
| CD   | ありがとうは奇跡の言葉   | 2021年4月3日   |                                              |

### DVD
| 種別 | タイトル                                           | 発売日         | 収録内容 | 備考 |
| ---- | -------------------------------------------------- | -------------- | --- | ---- |
| DVD  | 2012.10.19ワンマンライブ                           | 2013年5月11日  | 小野亜里沙 Birthday ONE-MAN LIVE ～True Colors of 23～ (2012/10/19@渋谷7th FLOOR)                                |      |
| DVD  | PV集                                               | 2013年5月11日  | PV集 |      |
| DVD  | 2013.5.11ワンマンライブ                            | 2013年9月28日  | 小野亜里沙ワンマンライブ 「アップでライトなメッセージ！」～静かの海へご招待～ (2013/05/11@Live＆Bar SECOND STEP) |      |
| DVD  | Brithday one man LIVE 〜四捨五入したらまだ20歳〜   | 2014年3月11日  | 小野亜里沙 Brithday one man LIVE ～四捨五入したらまだ20歳～ (2013/10/18@銀座Miiya Cafe)                          |      |
| DVD  | 2015.10.16バースデーワンマンライブ 〜26の言葉〜    | 2016年2月13日  | 小野亜里沙 バースデーレコ発ワンマンライブ ～26の言葉～ (2015/10/16@吉祥寺STAR PINE'S CAFE)                       |      |
| DVD  | ONO ARISA BIRTHDAY LIVE ～誰かの希望になりたくて～ | 2018年8月4日   | 小野亜里沙バースデーワンマンライブ ～誰かの希望になりたくて～ (2016/10/15@渋谷duo MUSIC EXCHANGE)                |      |
| DVD  | 小野亜里沙Birthday Live ～伝えたい言葉があるから～ | 2018年8月4日   | 小野亜里沙弾き語りバースデーワンマンライブ 〜伝えたい言葉があるから〜 (2017/10/18@銀座ヤマハホール)              |      |
| DVD  | ONO ARISA Birthday Live 約束の場所へ               | 2019年12月27日 | 小野亜里沙バースデーワンマンライブ ～約束の場所へ～ (2018/10/18@マイナビBRITZ赤坂）                              |      |
| DVD  | Ono Arisa Birthday LIVE 音night Vol.4              | 2020年12月27日 | 小野亜里沙バースデーワンマンライブ 音night Vol.4 (2020/10/14@GRAPES KITASANDO)                                   |      |

### オムニバスCD
| 種別 | タイトル                                                           | 発売日         | 備考 |
| ---- | ------------------------------------------------------------------ | -------------- | ---- |
| CD   | 東日本大震災チャリティオムニバスアルバム「We Live Together act.1」 | 2011年5月15日  |      |
| CD   | 唄芸 compilation albumⅡ                                            | 2013年12月20日 |      |

## 出演

### テレビ
- TOKYOヒットガール（2012年9月27日深夜、日本テレビ系列） - 「逗子のヒットガール」としてVTR出演
- LCVスタジオコンサート（2013年1月28日、エルシーブイ）
- 猫のひたいほどワイド（2018年5月17日、テレビ神奈川） - ゲスト出演「Days」歌唱

### ラジオ

#### 現在パーソナリティ
- 小野亜里沙の「なんでもアリサ☆ラジオ♬」（毎月第一月曜日13:00〜13:50、渋谷クロスFM）(毎週日曜日02:00～02:20、ラジオ関西)

#### 過去パーソナリティ
- 銀座街から つながる空 君に届け！（毎週木曜日18:00〜18:30、かわさきFM）

#### ゲスト出演
- HAROLD Midnight Indies！（2011年5月13日、フラワーコミュニティー放送）
- 美人レイディオ（2012年7月29日、ソラトニワFM）
- しゃべりタクって！こゆみけーしょん（2013年11月8日、フラワーコミュニティー放送）
- 椛島恵美Like a rainbow（2013年11月20日、かわさきFM）
- テッパン！SinGirl（2014年7月31日深夜、ラジオ日本）
- Live LIVE Life（2014年12月21日深夜、BayFM）
- 銀座街から つながる空 君に届け！（2015年1月29日、かわさきFM）
- 小野亜里沙のラジオ東京音実劇場（2015年6月11日、エフエム世田谷）
- 繭と大森真理子と小野亜里沙のラジオ東京音実劇場（2015年12月16日 - 2015年12月17日、エフエム世田谷）
- 安東由美子の月にナイショ（2017年8月13日、エフエム富士）
- フライデーヒットマジック「Girl's Music Paradise （ガルパラ）」（2017年9月1日、レインボータウンエフエム放送）
- 大森真理子と松岡里果の「天真らん×2♪Monday II」（2017年10月2日、ぷちFM897すみだリヴァー）
- 横溝あつしとYuのSound Base（2018年5月21日、クローバーメディア）

### 書籍
- 週刊ゴルフダイジェスト（2012年9月11日発売・9/25号）